# Thằn lằn quỷ gai
Thằn lằn quỷ gai (tên khoa học Moloch horridus) là một loài thằn lằn ở Úc còn được gọi là thằn lằn gai, rồng gai hay thằn lằn Moloch. Đây là loài duy nhất của chi Moloch. Chúng là loài giỏi ngụy trang trên sa mạc với màu nâu và rám nắng sa mạc. Đặc điểm dễ nhận biết của chúng là cơ thể đầy gai góc của chúng và một cái "đầu giả" ở phía cổ phía trên của nó nhằm đánh lạc hướng những kẻ săn mồi.
Con cái có kích thước lớn hơn con đực. Chính nhờ cấu trúc gai góc của nó nên nó có thể thích nghi trên sa mạc rất tốt, hút nước từ bất kỳ bộ phận nào trên cơ thể. Phần nước hiếm hoi hấp thụ được trên sa mạc sẽ chuyển xuống miệng của chúng.

## Phân loại
Tên của loài thằn lằn này được đặt bởi vẻ bề ngoài của chúng, với những cái vảy gai góc và hai cái sừng trên đầu. 
Thằn lằn quỷ gai lần đầu tiên được mô tả bằng văn bản bởi nhà sinh vật học Edward John Gray vào năm 1841. Chúng là loài duy nhất trong chi Moloch, người ta nghi ngờ rằng chi này vẫn còn có loài khác trong tự nhiên. Loài thằn lằn này có hình thái tương tự như loài thằn lằn có sừng Bắc Mỹ thuộc chi Phrynosoma và được coi là ví dụ điển hình về sự tiến hóa.

## Mô tả
Bao trùm toàn bộ cơ thể của chúng là những chiếc gai xù xì sắc nhọn giúp bảo vệ nó khỏi những kẻ săn mồi.Chúng có khả năng ngụy trang trên sa mạc và dáng đi đung đưa khi nó di chuyển. Chúng có thể có chiều dài lên đến hơn 20 cm (8,0 inch), và sống tới 20 năm.
Cơ thể gai góc khiến những kẻ săn mồi khi ăn loài này thấy khó khăn. Chúng có cái đầu giả ở phần cổ trên lưng. Khi nó nhận thấy mối nguy hiểm đe dọa, nó cụp đầu lại giữa chân trước, và sau đó phô trương cái đầu giả của nó nhằm đánh lạc hướng.

## Môi trường sống
Thằn lằn quỷ gai thường sống ở các khu vực khô cằn và sa mạc bao gồm gần như toàn bộ trung tâm nước Úc. 
Môi trường sinh sống của chúng là vùng đất xốp ở Tây Úc.

## Sinh học

### Thức ăn
Thức ăn của chúng bao gồm kiến và thường ăn hàng ngàn con kiến mỗi ngày. Chúng hút những giọt nước hiếm hoi trên sa mạc thông qua việc ngưng tụ sương trên cơ thể của chúng vào ban đêm. Lượng hơi nước tích tụ đủ lớn tạo thành những giọt sương và sau đó được chuyển đến miệng thông qua các rãnh hút ẩm giữa những chiếc gai  Khi có các trận mưa lớn, mao mạch hoạt động cho phép thằn lằn quỷ gai hút nước từ khắp các bộ phận trên cơ thể chúng.

## Tự vệ
Thằn lằn quỷ gai được bao phủ gai sắc để cản cuộc tấn công của kẻ thù bằng cách làm cho nó khó nuốt. Nó cũng có một đầu giả trên lưng. Khi nó cảm thấy bị đe dọa bởi loài động vật khác, nó đưa đầu nó vào giữa hai chân trước, sau đó đưa đầu giả ra. 

## Hình ảnh

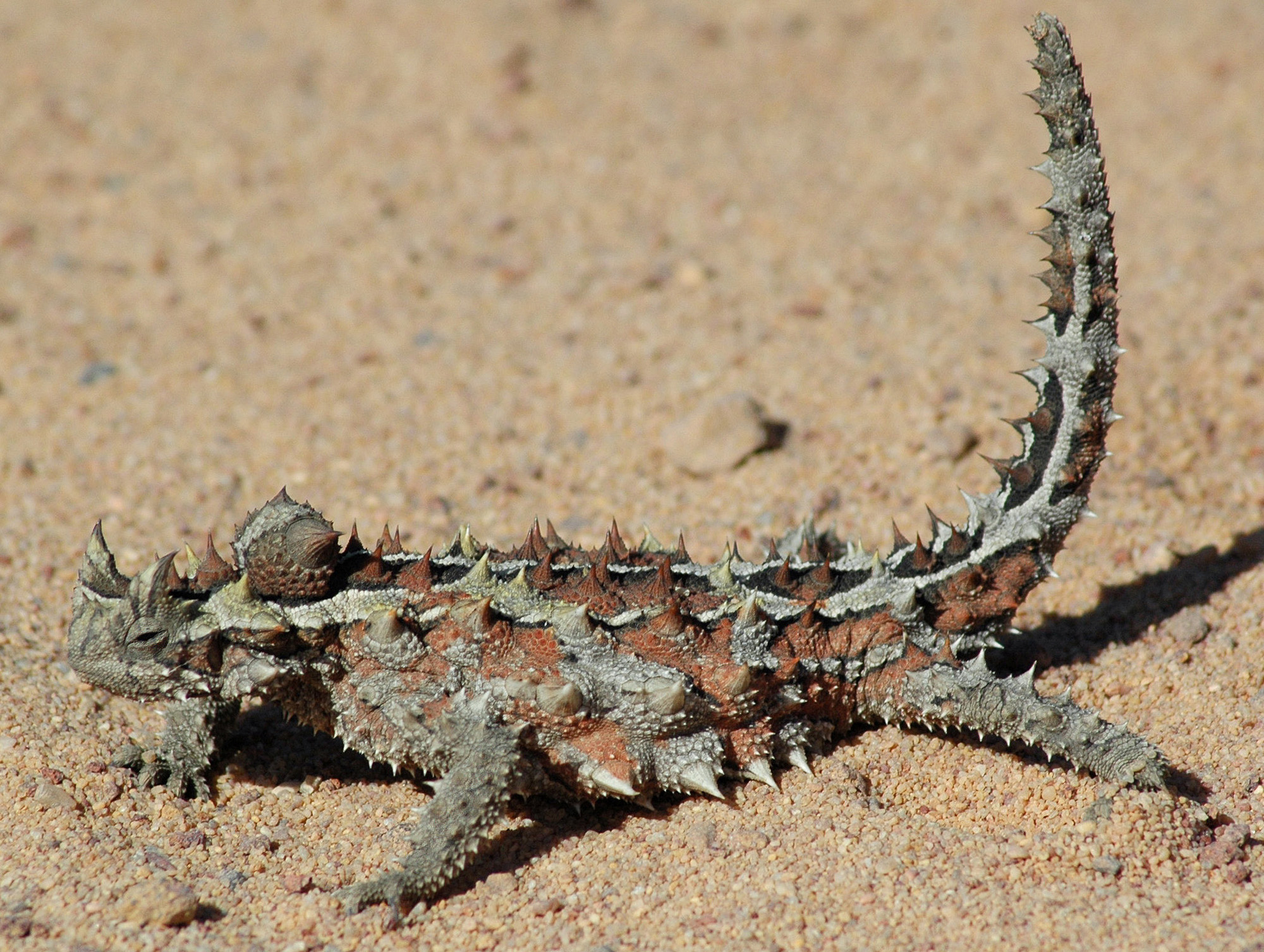
Một con thằn lằn ở Tây Úc
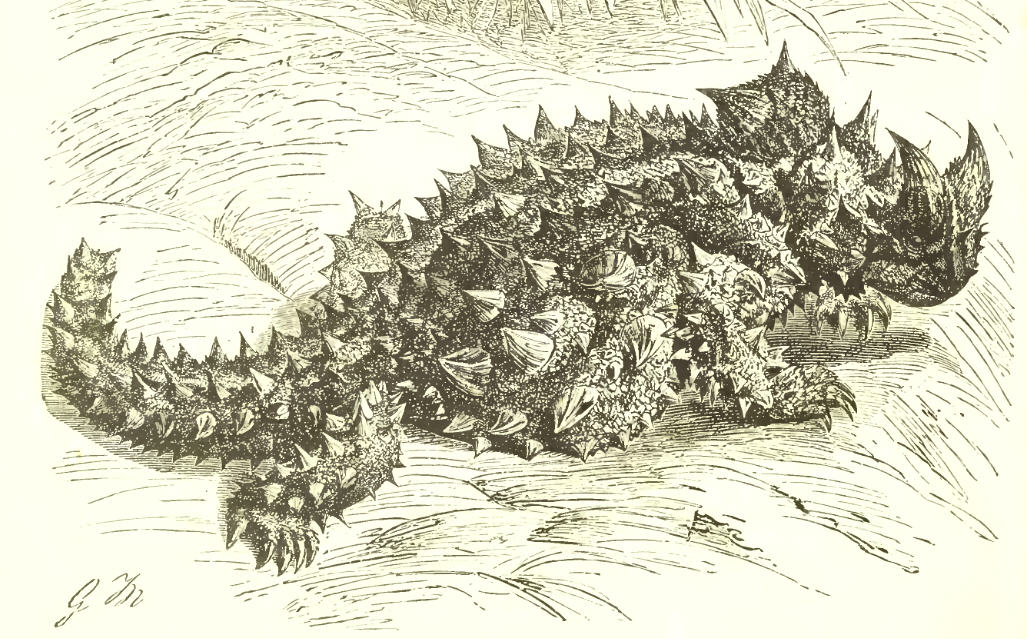
Hình minh hoạ được vẽ bởi Richard Lydekker
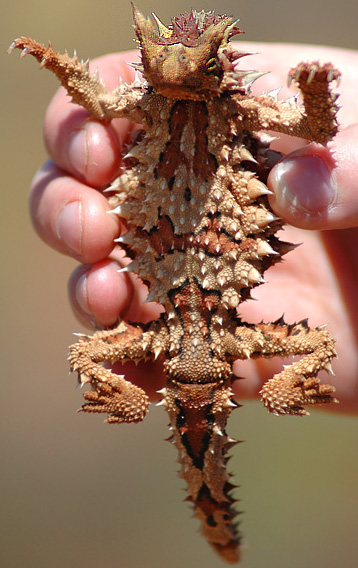
Mặt dưới của thằn lằn quỷ gai, Tây Úc